# Daye

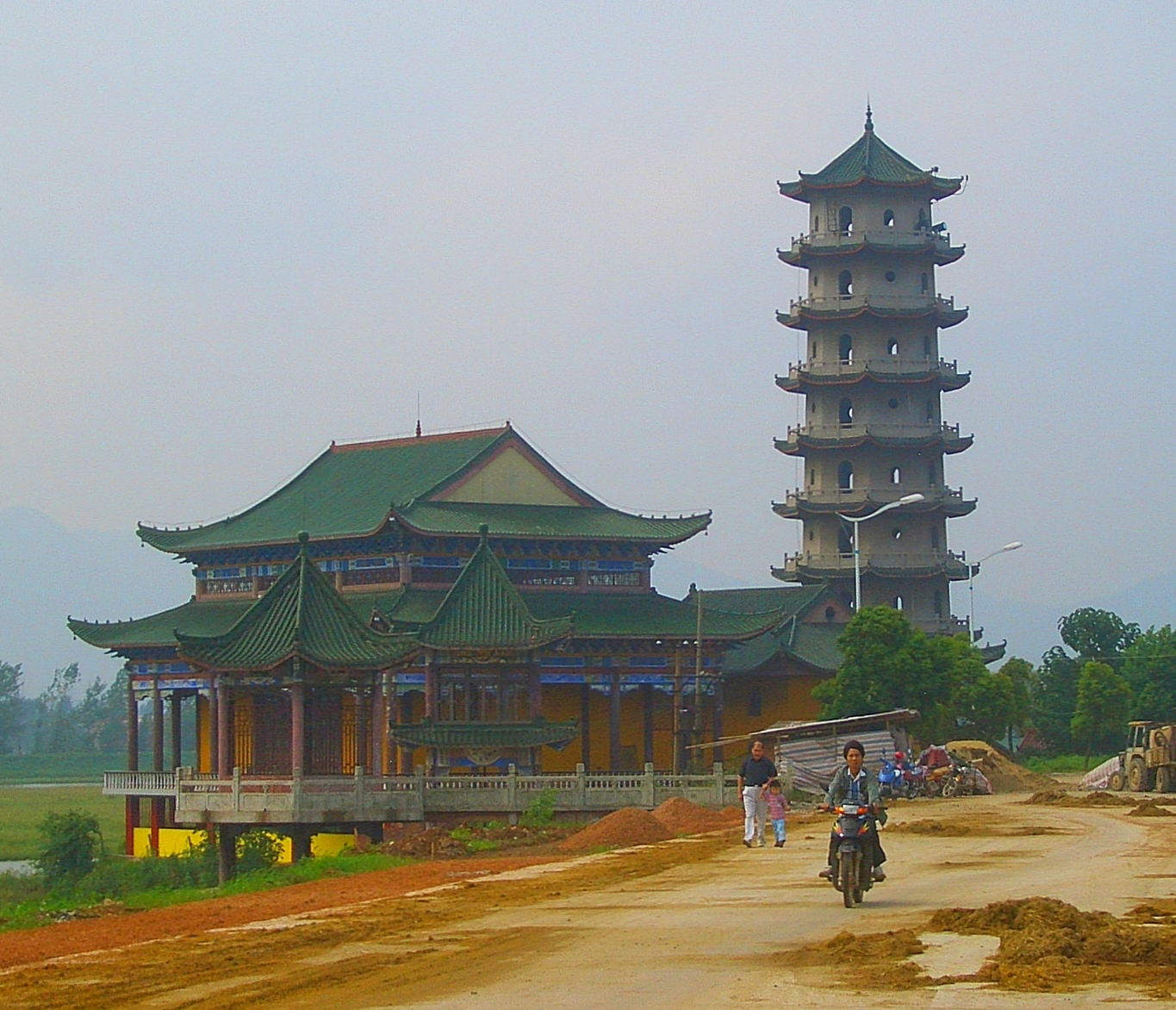
Nieuwe Pagoda

Daye is een stadsarrondissement in de provincie Hubei van China. Daye 
heeft meer dan 800.000 inwoners.  
Daye ligt in de prefectuur Huangshi.